# Distrito de Freudenstadt
El Distrito de Freudenstadt es un distrito rural (Landkreis) situado en el oeste del estado federal de Baden-Wurtemberg. Los distritos vecinos son (empezando por el norte y en el sentido de las agujas del reloj), en el norte el Distrito de Calw, en el este al Distrito de Tubinga y al distrito de Zollernalb, en el sur el Distrito de Rottweil, en el oeste el distrito de Ortenau y en el noroeste el Distrito de Rastatt. La capital del distrito recae sobre la ciudad de Freudenstadt.

## Geografía
El Distrito de Freudenstadt prácticamente sólo contiene parte del norte de la Selva Negra (Schwarzwald). Solamente en el este algunos regiones pertenecen al Gäu y a los estribos del Jura de Suabia. Aquí es donde pasa el Neckar.

### Demografía
El número de habitantes ha sido tomado del censo de población (¹) o datos de la oficina de estadística de Baden-Wurtemberg.
| Año                     | N.º Habitantes |
| ----------------------- | -------------- |
| 31 de diciembre de 1973 | 98.294         |
| 31 de diciembre de 1975 | 97.682         |
| 31 de diciembre de 1980 | 99.697         |
| 31 de diciembre de 1985 | 101.572        |
| 27 de mayo de 1987 ¹    | 101.957        |

| Año                     | N.º Habitantes |
| ----------------------- | -------------- |
| 31 de diciembre de 1990 | 109.960        |
| 31 de diciembre de 1995 | 119.166        |
| 31 de diciembre de 2000 | 120.848        |
| 31 de diciembre de 2005 | 122.579        |
| 30 de junio de 2006     | 122.514        |

## Ciudades y municipios
(Habitantes a 30 de junio de 2005)
| Ciudades 1. Alpirsbach (6.937) 2. Dornstetten (8.119) 3. Freudenstadt (23.888) 4. Horb am Neckar (26.116) Distritos administrativos Los "Distritos Administrativos" son dos (o más) municipios que unen sus administraciones (en España, algo así como "Mancomunidades") 1. Dornstetten 2. Freudenstadt 3. Horb am Neckar 4. Pfalzgrafenweiler | Municipios 1. Bad Rippoldsau-Schapbach (2.352) 2. Baiersbronn (16.306) 3. Empfingen (4.182) 4. Eutingen im Gäu (5.487) 5. Glatten (2.434) 6. Grömbach (677) 7. Loßburg (7.952) 8. Pfalzgrafenweiler (7.031) 9. Schopfloch (2.551) 10. Seewald (2.401) 11. Waldachtal (5.998) 12. Wörnersberg (244) |

## Escudo de armas
Descripción:
El escudo del distrito muestar en oro un urogallo negro con pico y uñas rojas sentado sobre una rama negra. Fue otorgado el 3 de septiembre de 1926.
Historia:
El urogallo simboliza la Selva Negra, donde se le encuentra, y también los antiguos recintos principales de caza que existían en su territorio.

## Literatura
- Das Land Baden-Württemberg – Amtliche Beschreibung nach Kreisen und Gemeinden (in acht Bänden); Hrsg. von der Landesarchivdirektion Baden-Württemberg; Band V: Regierungsbezirk Karlsruhe; Stuttgart, 1976, ISBN 3-17-002542-2